# Festucalex wassi
Festucalex wassi är en fiskart som beskrevs av Dawson 1977. Festucalex wassi ingår i släktet Festucalex och familjen kantnålsfiskar. Inga underarter finns listade i Catalogue of Life.